# Armjansk
Armjansk (ukrajinsky Армянськ; rusky Армянск; krymskou tatarštinou Ermeni Bazar) je město na v severním cípu Krymského poloostrova, sporného území považovaného za část Ukrajiny, ale ovládaného od Krymské krize Ruskem. Leží na Perekopské šíji mezi Černým mořem a jezerem Syvaš, která jej spojuje s Chersonščynou. Ve městě je železniční stanice trati Cherson – Džankoj.
Sídlo vzniklo v 17. století a jak napovídá název, bylo založeno jakožto tržiště (bazar) Armény. Do roku 1921 se oficiálně nazývalo Armjanskij Bazar (Армянський Базар). Status města má teprve od roku 1993. Polovinu obyvatel tvoří Rusové a vzhledem k blízkosti ukrajinského vnitrozemí je zde na krymské poměry vysoký podíl Ukrajinců (36 %, 2001).
Největším zaměstnavatelem je státní podnik Кримський Титан („Krimskij titan“), který se zabývá zpracováním oxidu titaničitého, výrobou kyseliny sírové a hnojiv.

## Armjanská městská rada
Administrativně je město spravováno městskou radou, do jehož obvodu spadají také okolní vesnice.

## Vývoj počtu obyvatel
- 1926: 2670
- 1939: 3975
- 1970: 8532
- 1989: 24 833
- 2001: 24 508
- 2007: 22 922
- 2011: 22 592